# Clubbus
En clubbus er en turistbus, hvis længde ligger betydeligt under længden på en normal turistbus. Bussens karrosseri ligner dermed enten en normal turistbus fra samme fabrikant eller er optisk enestående og bygget på platformen fra en lille lastbil.
Navnet stammer fra en køretøjsmodel fra karrosseribyggefirmaet Hermann Harmening i Bückeburg, som mellem 1954 og 1961 byggede en lille turistbus med navnet "Club-Bus". Bussen var udstyret med selvbærende karrosseri, seks sæderækker og en Henschel-dieselmotor med 63 kW (85 hk). Modellen blev dog kun solgt i lave styktal.
Betydeligt mere succesfuld var den "lille" Setra, S 6 fra år 1955. Også dens efterfølgere Setra S 80, S 208 H, S 309 HD og den i dag tilbudte S 409 HD har fundet stor udbredelse. Nævneværdig er Magirus-Deutz R81 og Teamstar på basis af Mercedes-Benz T2 samt Clubstar på lastbilchassiser fra Ernst Auwärter.
Efter udrangering fra busselskaber ombygges mange clubbusser til autocampere.